# Laren (Noord-Holland)

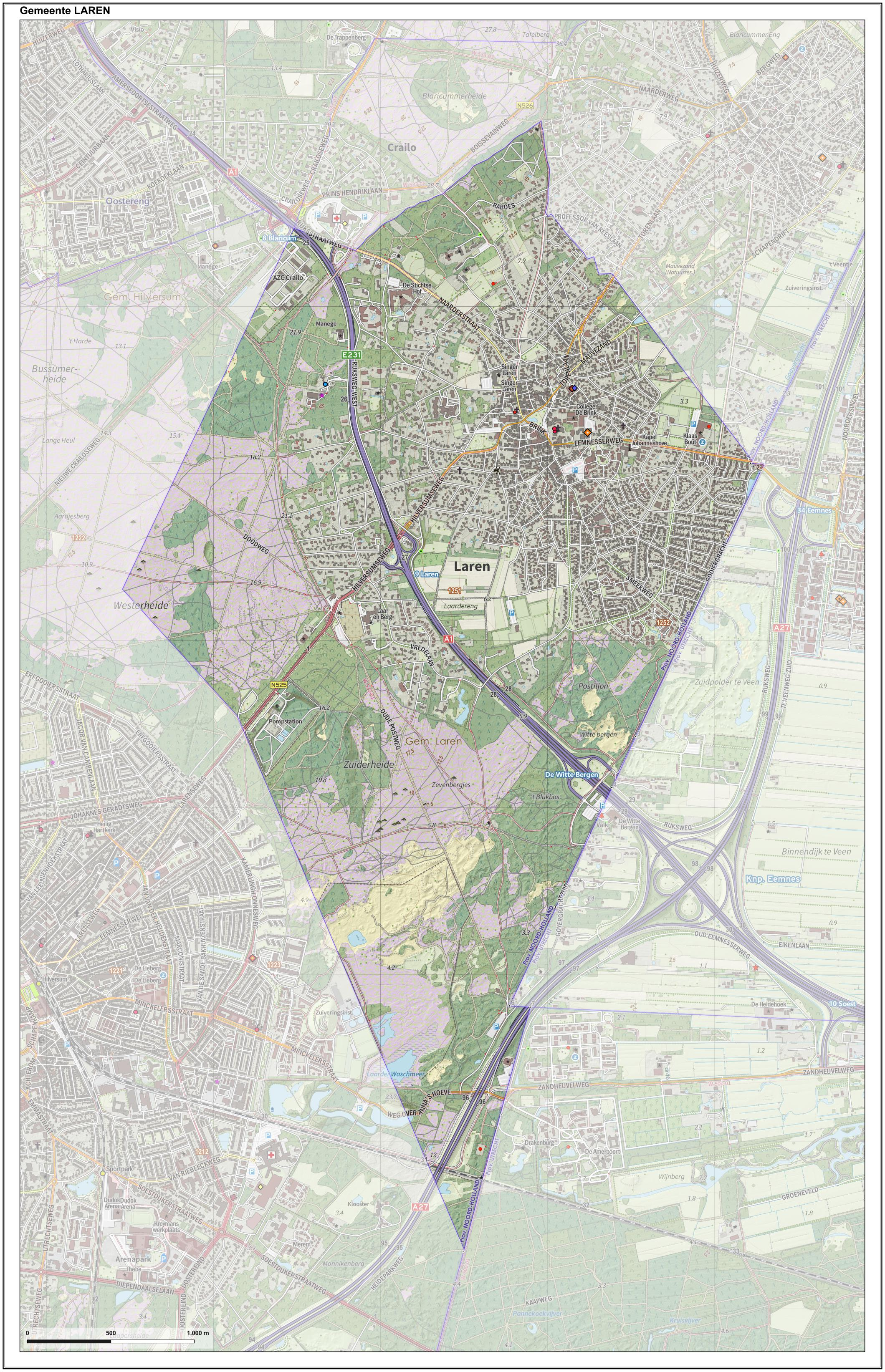
Topografische gemeentekaart van Laren

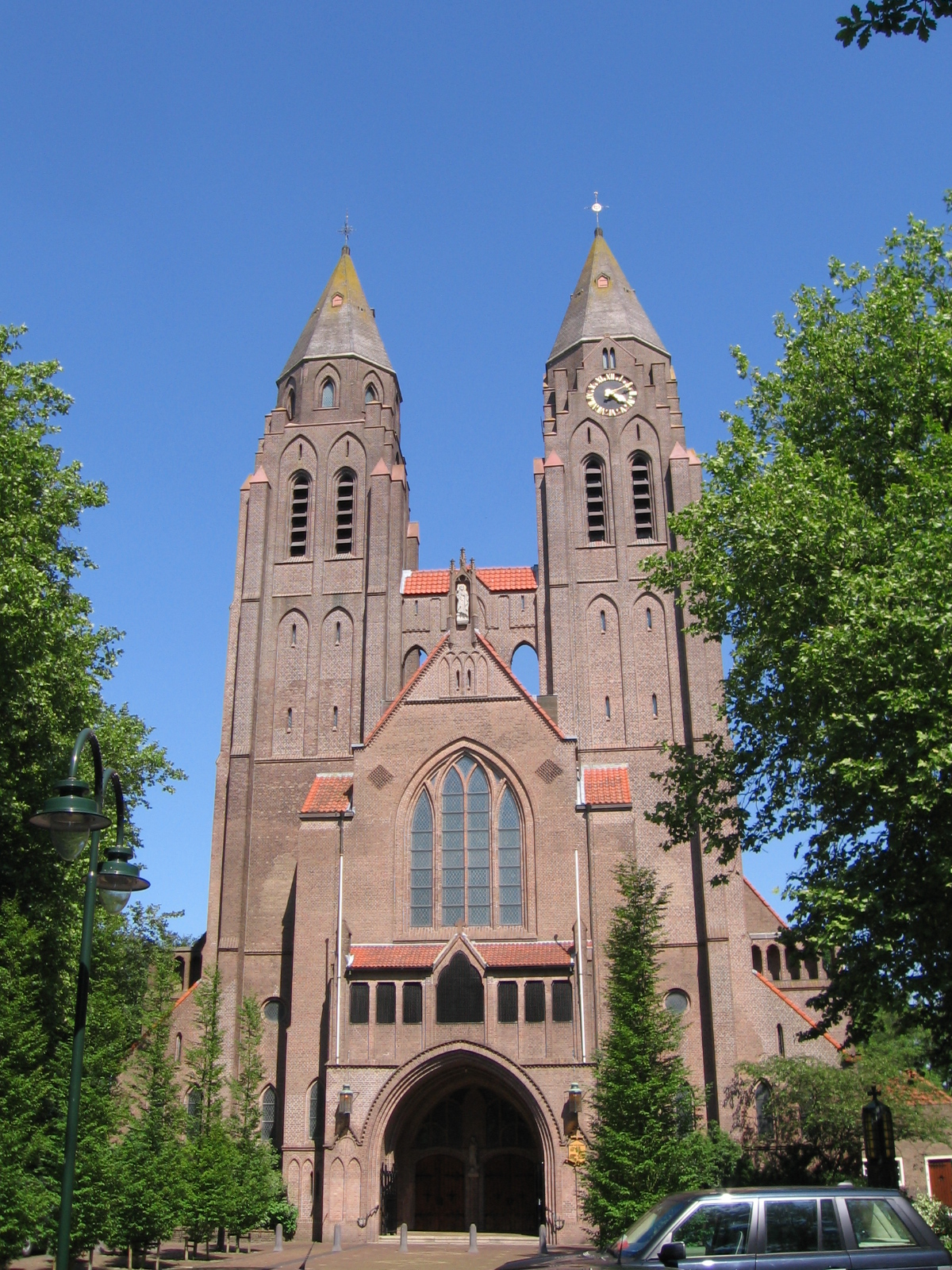
Sint-Jansbasiliek

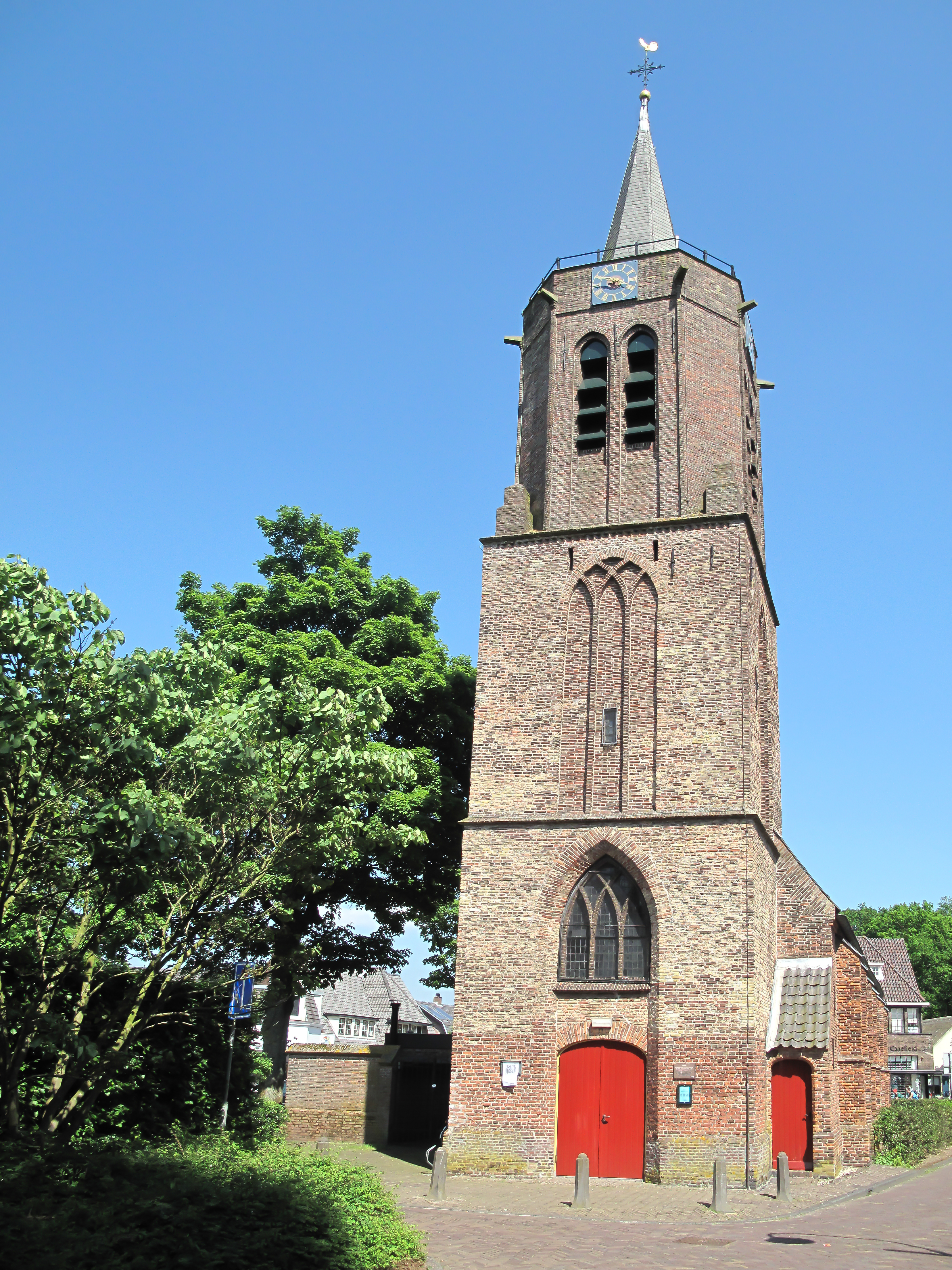
Johanneskerk

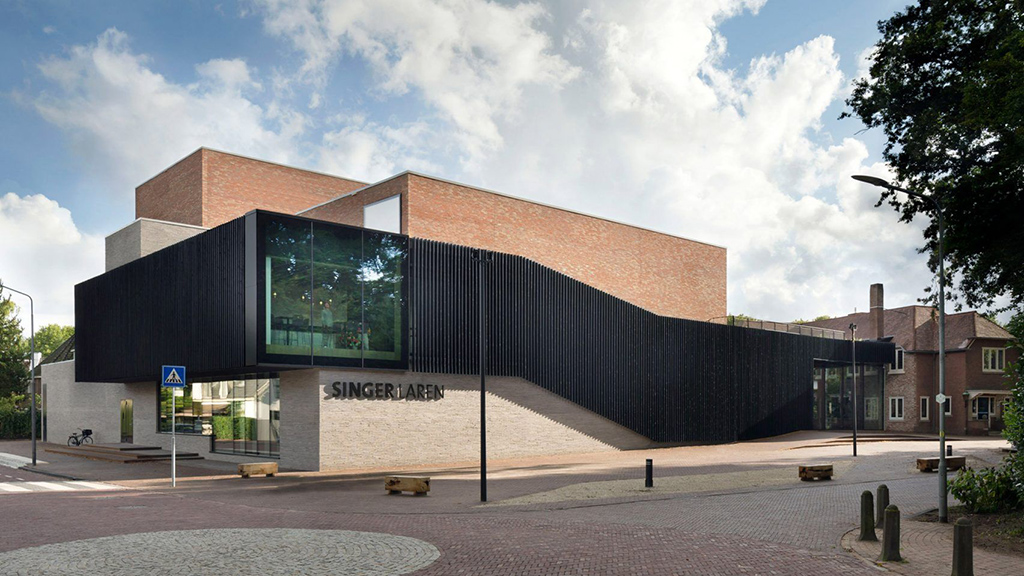
Singer museum

Laren (uitspraakⓘ) is een plaats en gemeente in de Nederlandse provincie Noord-Holland. De gemeente telt 11.439 inwoners (22 november 2024, bron: CBS) en heeft een oppervlakte van 12,37 km² (waarvan 0,19 km² water). Binnen de gemeentegrenzen liggen geen andere kernen. Van oorsprong is het een brink- of esdorp. Laren is samen met buurdorp Blaricum een van de rijkste gemeenten van Nederland.

## Etymologie
Laren heeft eerder Van Larelcarspell, Laoren en Laaren geheten. Een 'Laar' is een open plek in het bos.

## Geschiedenis
Laren is een van de oudst bebouwde plekken in het Gooi. De allereerste mensen die er woonden waren dragers van de zogenaamde trechterbekercultuur, omstreeks 2500 v. Chr. Later kwamen er mensen van Fries-Saksische oorsprong te wonen. In 1085 stichtte  het kapittel Sint Jan van Utrecht een kapel op de heuvel die thans bekend is als Sint Janskerkhof. Naar de plek van deze kapel en begraafplaats lopen van oudsher Gooise doodwegen uit alle richtingen.
Hoewel aanvankelijk een boerendorp (met de weefindustrie als belangrijk bron van inkomsten), veranderde Laren met zijn dorpsboerderijen, engen en meenten na de komst van de tramlijn in 1892 naar Hilversum en Amsterdam in een kunstenaars- en forensendorp.
In de 19e eeuw werden de Gooise dorpen ontdekt door kunstenaars die er (wat later zou heten) de Larense School vestigden. Enkele bekende kunstschilders die in Laren verbleven waren Anton Mauve (leermeester van Vincent van Gogh), Jan Sluijters en Ferdinand Hart Nibbrig.
In Laren ontwikkelde Piet Mondriaan zijn ideeën over de Nieuwe Beelding en hij schilderde er zijn eerste abstracte werken. Door zijn contact met de kunstenaars Theo van Doesburg en Bart van der Leck ontstond in 1917 het tijdschrift De Stijl. Over Laren als kunstenaarskolonie schreef Lien Heyting in 1994 het standaardwerk De wereld in een dorp: schilders, schrijvers en wereldverbeteraars in Laren en Blaricum, 1880-1920. Uitvoerig gaat ze in op de anarchisten, theosofen en kunstenaars die zich in Laren verzamelden.
Sinds de late jaren 80 is Laren vooral een forensendorp geworden voor de nouveau riche. In de dorpskern bevinden zich nu geen functionerende boerderijen meer.

### Stoomtram

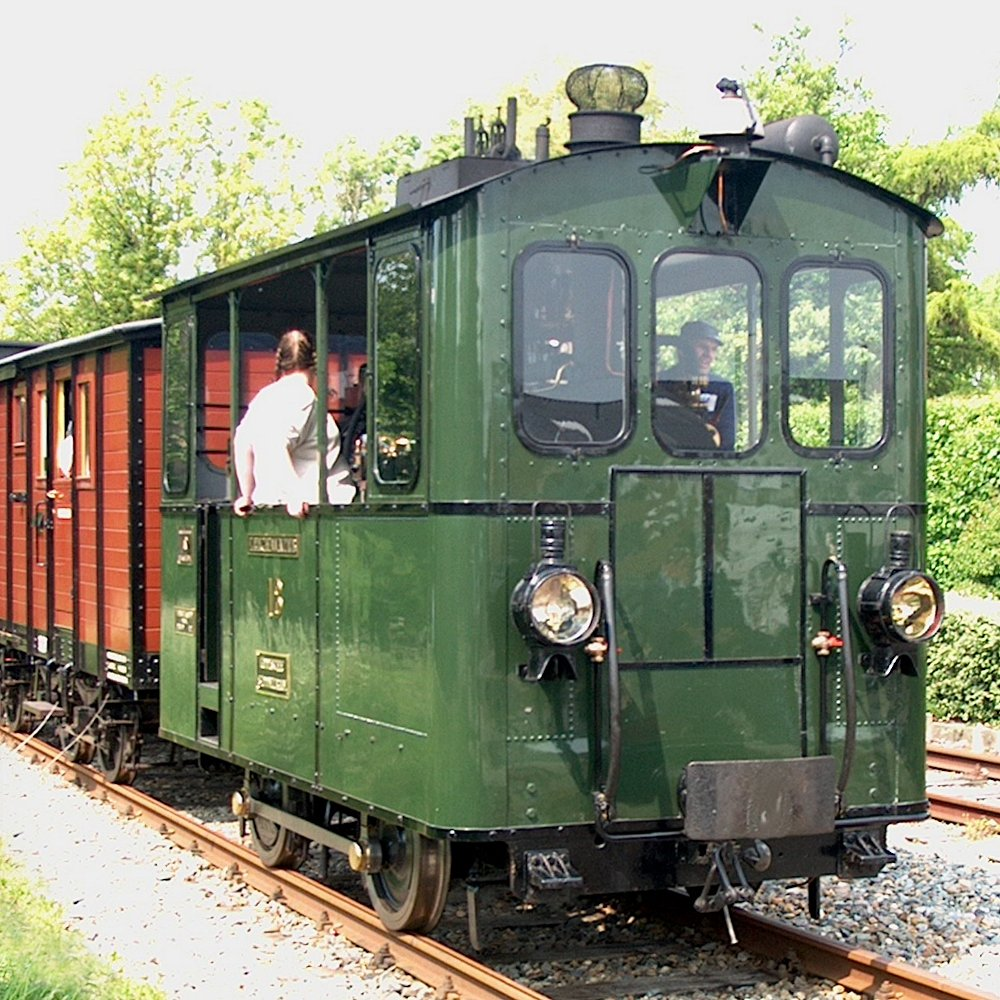
Gooische Tramloc nr. 18 bij de Museumstoomtram Hoorn-Medemblik.

Tussen 1882 en 1947 was er in Laren een tramstation van de Gooische Stoomtram (in de volksmond bekend als: De Gooische Moordenaar). Er waren stoomtramdiensten naar: Naarden - Muiden - Diemen - Station Amsterdam Weesperpoort, naar Station Hilversum en naar Blaricum - Huizen - Bussum. In 1927 vond op de Laarderhoogt, nabij Laren, het ernstigste stoomtramongeval plaats in Nederland, waarbij diverse doden te betreuren waren. Van 1925 tot 1940 reden er ook motortrams door Laren. De laatste stoomtrams reden in 1947.

## Geografische ligging
Laren ligt tussen Hilversum, Eemnes en Blaricum in de streek Het Gooi. Het dorp is bereikbaar via de A27 en de A1. Vroeger maakte Laren deel uit van het Kanton Naarden.

## Natuur
- Westerheide
- Zuiderheide
- Noorderheide

## Aangrenzende gemeenten
| Aangrenzende gemeenten | Aangrenzende gemeenten | Aangrenzende gemeenten | Aangrenzende gemeenten | Aangrenzende gemeenten |
| ---------------------- | ---------------------- | ---------------------- | ---------------------- | ---------------------- |
|                        |                        | Blaricum               |                        |                        |
|                        |                        |                        |                        |                        |
| Hilversum              | Eemnes (U)             |                        |                        |                        |
|                        |                        |                        |                        |                        |
|                        |                        |                        |                        | Baarn (U)              |

## Bezienswaardigheden
- De 500 jaar oude Johanneskerk.
- In het hart van het dorp, aan de oude nog bestaande eng, troont de monumentale Sint-Jansbasiliek (1924). Er waren een zuster- en broederklooster.
- In Laren staat de dikste mammoetboom van Holland.[1]
- Op 18 september 1907 wordt de Mauvepomp bij de Coeswaerde onthuld ter nagedachtenis aan Anton Mauve. Hij heeft in villa 'Ariëtta' gewoond. Deze villa staat schuin tegenover het Singermuseum, aan de Naarderstraat.
- Op 4 mei 1950, om 4 uur werd het oorlogsmonument onthuld en werd de eerste dodenherdenking gehouden. Dit monument staat eveneens bij de vijver de Coeswaerde.
- Bij de Coeswaerde staat een stenen bank: de Van Wulfenbank. Het was een gedenkteken ter nagedachtenis aan schoolmeester Van Wulfen. Hij was een meester met een eigen leesmethode. De school van meester Van Wulfen stond links naast het café 'Het Bonte Paard'.
- Bij de Rabobank op de Burgemeester van Nispenstraat staat een beeld van de "Klepperman van Elleven".
- Op de Naarderstraat staat een beeld van "De Schaapherder", op het grasveld naast de Hervormde Kerk.
- Bij de ingang van het Singermuseum staat het monument "de Zwanen".

## Monumenten
De dorpskern van Laren is een beschermd dorpsgezicht met de naam "Brink en omgeving". Daarnaast telt Laren tientallen rijks-, gemeentelijke en oorlogsmonumenten, zie:
- Lijst van rijksmonumenten in Laren
- Lijst van gemeentelijke monumenten in Laren
- Lijst van oorlogsmonumenten in Laren

## Kunst in de openbare ruimte
In de gemeente Laren (Noord-Holland) zijn diverse beelden, sculpturen en objecten geplaatst in de openbare ruimte, zie:
- Lijst van beelden in Laren (Noord-Holland)

## Gebouwen
- Rosa Spier Huis
- Voormalig raadhuis

## Evenementen
- Laren heeft tot de jaren 80 een katholiek stempel behouden als katholieke enclave in het Gooi, met de jaarlijkse Sint-Jansprocessie op de feestdag van de heilige, 24 juni, de enige processie ten noorden van de grote rivieren die na de Reformatie nog in het openbaar gehouden mocht worden.
- In de eerste week van juli vindt de grootste kermis van het Gooi en omstreken plaats: de Larense kermis.
- Sinds de jaren zeventig is er ook een jaarlijkse carnavalsoptocht.
- In 1971 vond in kloostercomplex de Warrekam een open air popfestival plaats, waar onder anderen Livin' Blues, Brainbox, Ekseption, Supersister optraden.
- Weekmarkt iedere vrijdag op Plein 1945, in het centrum van het dorp. Markt van 11.30 tot 17.00 uur.
- Hemelvaarttoernooi - ieder jaar is op Hemelvaartsdag een recreatief volleybal grastoernooi op de velden van SV Laren '99 georganiseerd door volleybalvereniging The Smashers.
- Wandelvierdaagse het Gooi - ieder jaar wordt in de 3e week van juni de wandelvierdaagse het Gooi georganiseerd vanuit Laren. Startpunt is het sportcomplex van SV Laren '99. Er wordt in een klaverblad rond Laren gelopen.
- Sinds 2011 wordt een jaarlijks Oktoberfest georganiseerd op Plein 1945

## Musea
- Singer museum
- Geologisch Museum Hofland (museum voor geologie en regionale prehistorie)

## Onderwijs
De drie middelbare scholen in Laren zijn:
- Laar & Berg
- International School Laren
- College de Brink

## Sport
In Laren is o.a. een hockeyclub, SV Laren '99 (een voetbal- en tennisvereniging), een gymnastiekvereniging, een volleybalvereniging, een manege, verschillende fitnesscentra, een schaakclub, een bridgeclub, een jeu-de-boulesclub en een tafeltennisvereniging. Ook is er het Sportcomplex Laarder Eng en Sportcentrum De Biezem.

## Politiek

### Zetelverdeling gemeenteraad
De gemeenteraad van Laren bestaat uit 15 zetels. Hieronder staat de samenstelling van de gemeenteraad sinds 1998:
| Partij                                   | 1998 | 2002 | 2006 | 2010 | 2014 | 2018 | 2022 |
| ---------------------------------------- | ---- | ---- | ---- | ---- | ---- | ---- | ---- |
| Larens Behoud                            | 2    | 4    | 5    | 4    | 5    | 6    | 4    |
| VVD                                      | 5    | 5    | 4    | 5    | 3    | 3    | 4    |
| Liberaal Laren                           | -    | -    | 1    | 2    | 2    | 4    | 2    |
| D66                                      | -    | -    | -    | 1    | 2    | 1    | 2    |
| Groen Laren                              | -    | -    | -    | -    | -    | -    | 2    |
| CDA                                      | 3    | 3    | 3    | 2    | 2    | 1    | 1    |
| PvdA-D66-GroenLinks-Groep Werkersakkoord | 5    | 3    | -    | -    | -    | -    | -    |
| PvdA                                     | -    | -    | 2    | 1    | 1    | -    | -    |
| Totaal                                   | 15   | 15   | 15   | 15   | 15   | 15   | 15   |

Laren is een van de drie BEL gemeenten. De BEL Combinatie is een samenwerkingsverband tussen de gemeenten Blaricum, Eemnes en Laren. In deze constructie blijven de drie gemeenten zelfstandig en maken alle drie gebruik van één grote ambtelijke organisatie, de BEL Combinatie.

### College van B&W
Het college van burgemeester en wethouders bestaat anno 2021 uit de volgende personen:
Burgemeester:
- Joan de Zwart-Bloch - D66 (waarnemend burgemeester)

Wethouders:
- Jan van Midden
- Niels Rood
- Flip de Groot[5]

## Bekende inwoners

### Geboren

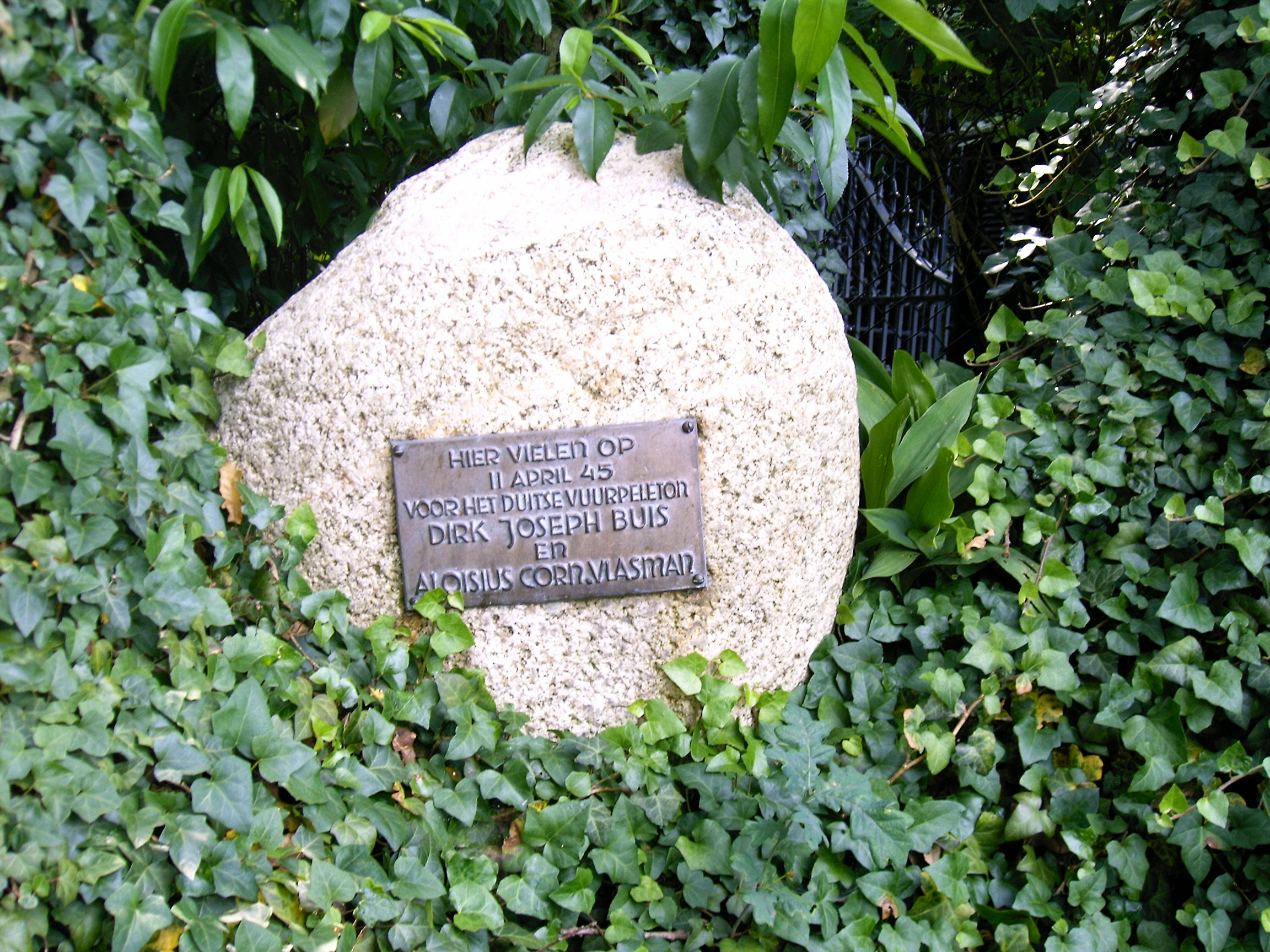
Monument der gevallenen

- Johannes van Wulfen (1838-1912), dorpsonderwijzer
- Wouter Hamdorff (1890-1965), architect
- Maarten Krabbé (1908-2005), kunstschilder
- Ab Goubitz (1910-1997), gymnastiekleraar en presentator van het radioprogramma Ochtendgymnastiek
- Jan van den Brink (1915-2006), politicus en bankier
- Trudelies Leonhardt (1931), pianiste
- Giep Franzen (1932-2020), hoogleraar en marketeer
- Robbie van Erven Dorens (1937-2020), golfspeler
- Niels Keus (1939), keramist en beeldhouwer
- Marte Röling (1939), kunstenares en actrice
- Tol Hansse (1940-2002), zanger, muzikant en liedjesschrijver
- Sjoukje Hooymaayer (1940-2018), actrice
- Katinka Keus (1940-2025), costumière en restauratrice van antieke boeken
- Carol van Herwijnen (1941-2008), acteur
- Rik Kuethe (1942-2020), diplomaat, journalist en auteur
- Paula Majoor (1942), actrice
- Maud Keus (1944-2010), televisieproducent en regisseur
- Roel Coutinho (1946), arts en microbioloog
- Joris Demmink (1947), ex-secretaris-generaal van het Ministerie van Veiligheid en Justitie
- Roberto Vander (1950), acteur en zanger
- Rob Verlinden (1950), presentator van tuinprogramma's en hovenier
- Ineke Hilhorst (1951), producente, documentairemaker en presentatrice
- Marijke Hilhorst (1952), journaliste, columniste, schrijfster en publiciste
- Esgo Heil (1955), acteur, toneelregisseur
- Kick van der Veer (1955), schrijver en presentator
- Hedi Bogaers (1956-2006), beeldhouwer en schilder
- Hein de Kort (1956), striptekenaar en cartoonist
- Tamar Baruch (1959), actrice
- Francine Oomen (1960), schrijfster, illustratrice en ontwerpster
- Mark van der Laan (1962), acteur
- Gijsbert Kamer (1963), popjournalist
- Frank van de Laar (1965), pianist
- Willemien Aardenburg (1966), hockeyspeler
- Thijs van Aken (1969), musicalacteur
- Tom Bakker (1971), muziekproducent, pianist
- Marcel van der Westen (1976), atleet
- Raymond Spanjar (1977), ondernemer
- Tamara Brinkman (1978), actrice
- Johnny de Mol (1979), acteur en televisiepresentator
- Eelco Heinen (1981), politicus (VVD); vanaf 2024 minister van Financiën
- Suri van Sornsen (1981), fotomodel en actrice
- Gigi Ravelli (1982), televisiepresentatrice en actrice

### Woonachtig geweest
- Piet Mondriaan (1917-1944), kunstschilder

### Overleden
- Johannes van Wulfen (1838-1912), dorpsonderwijzer
- Johanna Bonger (1862-1925), vrouw van Theo van Gogh en beheerster van de nalatenschap van Vincent van Gogh
- Eduard Jacobs (1859-1931), beeldhouwer
- Carry van Bruggen (1881-1932), schrijfster
- Co Breman (1865-1938), kunstschilder
- Corrie Pabst (1865-1943), schilderes en bewoonster Villa Steenbergen
- Mien Marchant (1866-1952), schilder en pastellist
- Alice Heksch (1912-1957), Oostenrijks-Nederlands pianiste
- Jan Rebel (1885-1961), architect en interieurontwerper
- Marie Hamel (1896-1964), actrice
- Jac. Eriks (1895-1965), kunstschilder
- Wouter Hamdorff (1890-1965), architect
- Maria G. van Hove-ter Kuile (1891-1965), schilder
- Jef Last (1898-1972), schrijver, dichter
- Joanna Diepenbrock (1905-1966), zangeres
- Bernard Pothast (1882-1966), schilder
- David Schulman (1881-1966), autodidact kunstschilder, tekenaar en aquarellist.
- Louise Wenckebach-Lau (1893-1967), textielkunstenaar
- Ro Mogendorff (1907-1969), kunstschilderes en tekenares
- Johan Meijer (1885-1970), kunstschilder
- Sal Slijper (1884-1971), makelaar en kunstverzamelaar
- Jan Bronner (1881-1972), beeldhouwer en tekenaar
- Peter Lutz (1899-1973), strip- en reclametekenaar
- Goos Kamphuis (1927-1974), journalist
- Herman François van Leeuwen (1890-1975), bankier en politicus
- Betsy Culp (1883-1976), pianiste
- Rie Cramer (1887-1977), illustrator en schrijver
- Benno Stokvis (1901-1977), letterkundige, advocaat en links-intellectueel
- Rudolf Bonnet (1895-1978), kunstschilder, architect en fotograaf
- Vincent Willem van Gogh (1890-1978), ingenieur
- Bob de Lange (1916-1978), acteur
- Willem Hendrik van Norden (1883-1978), ontwerper en beeldend kunstenaar
- Betsy Huitema-Kaiser (1894-1978), schilderes, aquareliste en tekenares
- Hetty Beck (1888-1979), hoorspelactrice
- Nap de Klijn (1909-1979), violist
- Gabriël Smit (1910-1981), redacteur, dichter en toneelschrijver
- Adrianus Johannes Zwart (1903-1981), kunstschilder
- Paul Godwin (1902-1982),  Pools-Nederlandse violist, altviolist en dirigent
- Elisabeth Zernike (1891-1982), schrijfster
- Sybold van Ravesteyn (1889-1983), architect
- Rein Stuurman (1900-1984), tekenaar, schilder, aquarellist, houtgraveur, beeldhouwer en boekband-ontwerper
- Jo Juda (1909-1985), violist
- Jaap Spaanderman (1896-1985), pianist, cellist en dirigent
- Nelly Wagenaar (1898-1985), pianiste
- Wolfgang Wijdeveld (1910-1985), pianist en componist
- Hannie Tutein Nolthenius (1908-1986), beeldend kunstenares
- Rolien Numan (1894-1987), actrice, cabaretière
- Erna van Osselen (1903-1989), kunstenares
- Joachim Röntgen (1906-1989), violist
- An Rutgers van der Loeff (1910-1990), schrijfster
- Arie van den Berg (beeldhouwer) (1916-1991), beeldhouwer
- Hein Fiedeldij Dop (1911-1991), kinderarts, oorlogsheld
- Mark Kolthoff (1901-1993), kunstenaar en fotograaf en docent
- Kees Schrikker (1898-1993), beeldhouwer, medailleur, keramist
- Ina Hooft (1894-1994), kunstenaar
- Adam van Vliet (1902-1994), architect
- Ger de Roos (1913-1994), pianist, accordeonist, orkestleider en ondernemer
- Riek Wesseling (1914-1995), tekenares
- Harry van Kruiningen (1906-1996), kunstschilder, graficus, uitgever, illustrator
- Jan Hielke Roukema (1910-1997), burgemeester
- Jaap ter Haar (1922-1998), historicus en schrijver
- Anton Dreesmann (1923-2000), ondernemer
- Albert Milhado (1910-2001), (sport)journalist
- Guus Hermus (1918-2001), acteur
- Cornelis Gerardus Lems (1917-2002), majoor der Mariniers
- Rie Knipscheer (1911-2003), beeldend kunstenaar
- Henk Barnard (1922-2003), schrijver, journalist en televisieregisseur
- Eva Besnyö (1910-2003), Hongaars-Nederlands fotografe
- Rob Out (1939-2003), diskjockey en programmadirecteur
- Davina van Wely (1922-2004), viooldocente
- Roy Beltman (1946-2005), producer van lichte muziek
- Emmy Lopes Dias (1919-2005), actrice
- Marten Toonder (1912-2005), stripauteur
- Cobi Schreijer (1922-2005), zangeres
- Nicolaas Wijnberg (1918-2006), lithograaf, kunstschilder, tekenaar, choreograaf en beeldhouwer
- Margot Hudig-Heldring (1919-2006), beeldhouwster
- Paul Biegel (1925-2006), schrijver
- Jacques Idserda (1918-2007), dichter, omroeper en kunstschilder
- Erika Visser (1919-2007), beeldend kunstenaar
- Letty de Jong (1936-2008), zangeres
- Herman Sandberg (1918-2008), journalist
- Ger Dorant (1917-2009), kunstenaar, ontwerper, reclamevakman
- Mathilde Stuiveling-van Vierssen Trip (1907-2010), schrijfster
- Peter Doebele (1925-2010), grafisch ontwerper en graficus
- Ton Kuyl (1921-2010), acteur
- Luzia Hartsuyker-Curjel (1926-2011), Duits-Nederlands architecte
- Eddy van der Enden (1928-2011), filmpionier
- Heere Heeresma (1932-2011), schrijver en dichter
- Jaap Blokker (1942-2011), zakenman, directeur van Blokker Holding
- John Kraaijkamp sr. (1925-2011), acteur, zanger en komiek
- Coco de Meyere (1962-2011), modestyliste
- Romualda Bogaerts (1921-2012), schilderes en beeldhouwster
- Arie Haspels (1925-2012), hoogleraar in de verloskunde
- Hannie Lips (1924-2012), televisieomroepster
- Julian Coco (1924-2013), gitarist
- Herman Emmink (1927-2013), zanger en presentator
- John de Mol Sr. (1931-2013), zanger en muziekondernemer
- Kees Brusse (1925-2013), acteur, regisseur en scenarioschrijver
- Jan Peter Schmittmann (1956-2014), bankier en organisatieadviseur
- Frits Thors (1909-2014), radio-omroeper en nieuwslezer
- Corry van der Linden (1937-2015), stem- en hoorspelactrice
- Sergio Orlandini (1921-2015), president-directeur van de Koninklijke Luchtvaart Maatschappij (KLM)
- Corry Brokken (1932-2016), zangeres, presentatrice en juriste
- Inka Klinckhard (1922-2016), beeldhouwer, medailleur, tekenaar
- Martin Kok (1967-2016), crimineel, websitecolumnist, misdaadverslaggever
- Jan Reinders (1927-2016), politicus
- Theo Mulder (1928-2017), beeldhouwer
- Noni Lichtveld (1929-2017), schrijfster en illustratrice
- Ernst Veenemans (1940-2017), olympisch roeier
- André Wegener Sleeswijk (1927-2018), hoogleraar en publicist
- Kees Rijnvos (1931-2018), econoom, professor, politicus en rector van de Erasmus Universiteit Rotterdam
- Erwin Verheijen (1941-2019), fotograaf en beeldend kunstenaar
- Louis van Dijk (1941-2020), pianist
- Nikolai van der Heyde (1936-2020), regisseur en schrijver
- Cora Canne Meijer (1929-2020), operazangeres
- Caroline Kaart (1931-2020), Brits-Nederlands operazangeres, zanglerares en presentatrice
- Maria van Kesteren (1933-2020), beeldend kunstenaar
- Piet Smissaert (1930-2020), kunstschilder
- Boudewijn Paans (1943-2021), schrijver en journalist
- Elly Salomé (1922-2021), pianiste, conservatoriumdocente en muziekrecensente
- John van de Rest (1940-2022), regisseur en producent
- Willibrord Frequin (1941-2022), journalist en televisiepresentator
- Leontien Ceulemans (1952-2022), presentatrice, actrice, nieuwslezeres
- Rudolf Jansen (1940-2024), pianist
- Flory Anstadt (1928-2024), programmamaakster
- Sigrid Koetse (1935-2025), actrice
- Frits Bolkestein (1933-2025), politicus
- Ewald Vanvugt (1943-2025), fotograaf en auteur

## Wetenswaardigheden
- De gemeente Laren had in de periode 2003 tot 2007 het laagste geboorteoverschot van Nederland (hoogste denataliteit): -11,3 ‰.
- Op zondag 13 november 2011 werd er rond 23.30 uur de houthandel van Dijk in brand gemeld. De houthandel bestond sinds 1875 en was Gooisch erfgoed. Doordat de bibliotheek naast de oude houthandel stond brandde deze ook af. Daardoor ging er een stuk literaire Larense geschiedenis ter ziele.